# Azara petiolaris
Azara petiolaris, es un árbol siempreverde perteneciente a la familia Salicaceae. esta especie es endémica de Chile y se puede ubicar desde la Región de Coquimbo hasta la Región del Biobío.

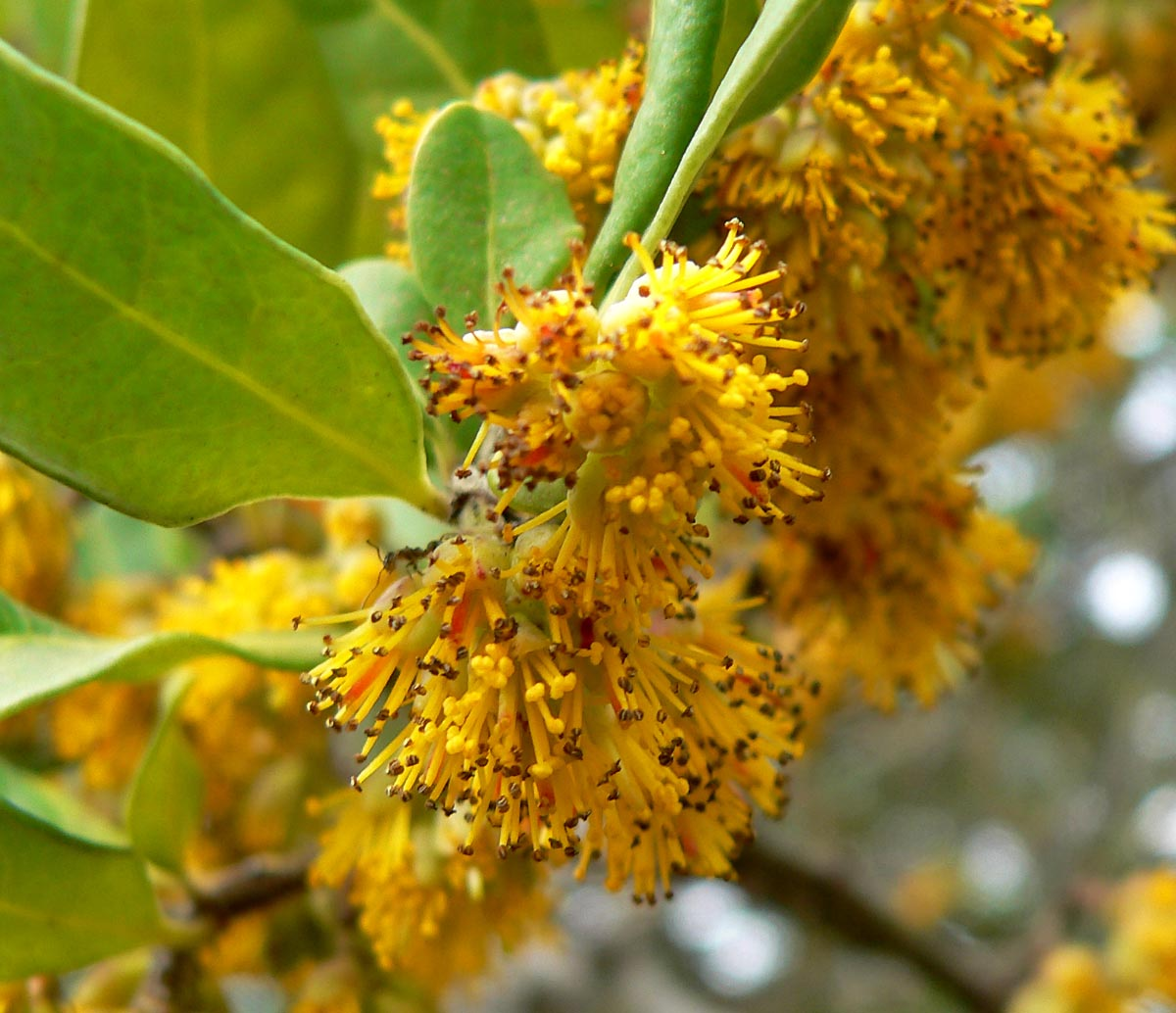
Inflorescencia

## Descripción
Esta especie puede alcanzar fácilmente los 10 metros. su flor es hermafrodita, de color amarillo midiendo entre de 5mm y 6mm, de igual manera el fruto que produce es una baya esférica de color blanco azulado.

## Taxonomía
Azara petiolaris fue descrita por (D.Don) I.M.Johnst. y publicado en Journal of the Arnold Arboretum 19: 260, en el año 1938.
Etimología
Azara, fue nombrada en honor al científico español José Nicolás de Azara.
Azara petiolaris, epíteto que se refiere a los largos pecíolos de las hojas.
Sinonimia
- Azara gilliesii Hook. & Arn.
- Quillaja petiolaris D.Don basónimo[3]

Nombre común
- Castellano: lilén, corcolén, maquicillo